# Риктор Нортън
Риктор Нортън (на английски: Rictor Norton; р. 25 юни 1945) е американски изследовател в областта на литературната и културната история, в частност на гей историята. Понастоящем живее и работи в Лондон.

## Биография
Нортън е роден в Ню Йорк. Дипломира се като бакалавър в Южния колеж на Флорида през 1967 г. и защитава докторантура върху хомосексуалните теми в английската ренесансова литература в Щатския университет във Флорида през 1972 г. Преподава курс по гей-лесбийска литература в същия университет през 1971 г. Активен член на Фронта за гей освобождение през 1971-1972 г., когато участва в кампанията по отмяна на законите против содомията във Флорида.
През 1973 г. се мести да живее в Лондон. Пише статии, работи като изследовател и журналист. Автор е на статии за гей историята и литературата за различни периодични издания на ЛГБТ общността.
През декември 2005 г. сключва гражданско партньорство с партньора си, с когото са заедно от близо 30 години.

## Научна дейност
Нортън е автор на 7 монографии и множество статии за академични и популярни периодични и енциклопедични издания. Докторската му дисертация е посветена на хомосексуалните теми в английската ренесансова литература и е публикувана през 1972 г. под заглавие „Хомосексуалната литературна традиция“ (The Homosexual Literary Tradition).